# Иса ибн Убайдаллах Аль Али
Иса ибн Убайдаллах Аль Али — второй правитель эмирата Джебель-Шаммар правивший с апреля по июнь — июль 1837 года. Пренадлежал к роду Аль Али, был сыном Салиха ибн абдул Мусхина Аль Али.

## Биография
В 1836 году Мухаммед Али-паша послал армию во главе со своим сыном Исмаил-беем и с Халидом ибн Саудом, которого Мухаммед Али-паша хотел назначить эмиром Неджда после убийства последнего из его лидеров в его кампании в 1818 году . Когда армия прибыла в Медину из Египта , Исса Аль Али смог заручиться поддержкой Исмаил Бея, командующего армией, и, таким образом, получить османскую военную дивизию, которая помогла бы ему вырвать правление у Абдаллаха Аль-Рашида в Хаиле. После того как он смог войти в Хаиль, Абдаллах ибн Рашид покинул город и направился в сторону города Джубба, к северу от Хайля, и это было в апреле 1837 года. Однако его контроль над Хаилем продлился недолго, так как Абдаллах через несколько месяцев вернулся вырвал власть у Иссы. Он был последним борцом за восстановление правления династии Аль-Али.
У него не было братьев, он имел только одну сестру, принцессу Хадлу ибн Убайдаллах Аль Али, на которой принц Убайд женился и имел от нее детей, но, потом развелся с ней.